# Zentrale Stelle für Informationstechnik im Sicherheitsbereich

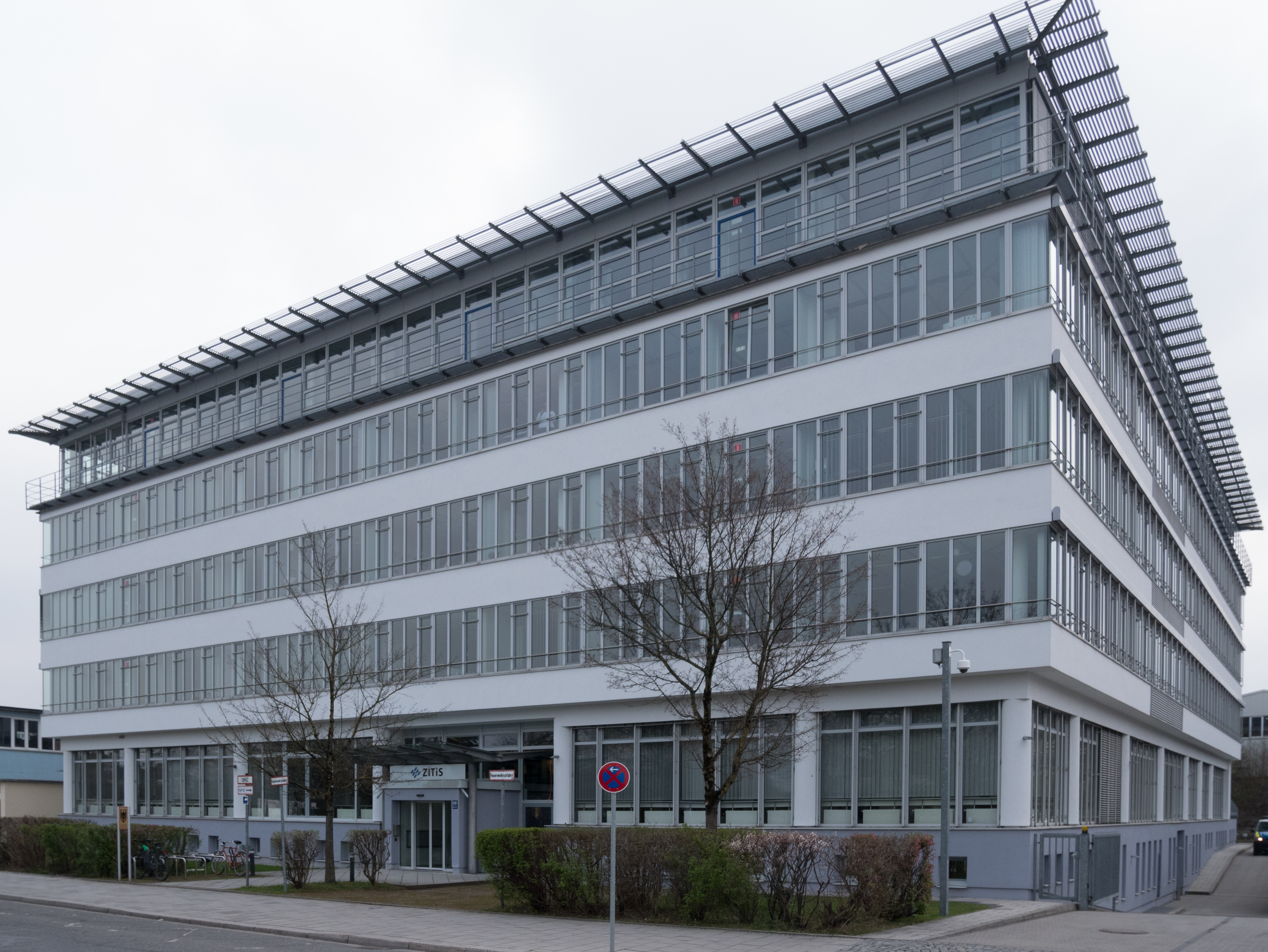
Hauptsitz der Zentralen Stelle in der Zamdorfer Straße 88 in München

Die Zentrale Stelle für Informationstechnik im Sicherheitsbereich (ZITiS) ist eine am 6. April 2017 errichtete nicht rechtsfähige Bundesoberbehörde im Geschäftsbereich des Bundesministeriums des Innern und für Heimat mit Sitz in München. Die Zentrale Stelle hat die Aufgabe, Bundesbehörden mit Sicherheitsaufgaben im Hinblick auf informationstechnische Fähigkeiten zu unterstützen und zu beraten. Dazu entwickelt und erforscht die Zentrale Stelle Methoden und Werkzeuge.

## Geschichte
Die Zentrale Stelle wurde mit Erlass vom 6. April 2017 errichtet. Sie nimmt selbst keine Aufgaben der Polizei oder Nachrichtendienste wahr und hat keine Eingriffsbefugnisse. Diese verbleiben bei den Bedarfsträgerbehörden, welches derzeit das Bundeskriminalamt (BKA), das Bundesamt für Verfassungsschutz (BfV) sowie die Bundespolizei (BPOL) sind.
Standort der Zentralen Stelle ist das Gewerbegebiet an der Zamdorfer Straße im östlichen Münchener Stadtbezirk Bogenhausen. Im Jahr 2021 wurden weitere Büros im NEO-Komplex in der Hermann-Weinhauser-Straße im Stadtbezirk Berg am Laim angemietet. Bis 2023 soll ein neues Forschungsinstituts-Gebäude mit 17.500 m² Grundfläche auf dem Gelände der Universität der Bundeswehr München in Neubiberg entstehen. Es soll in Zusammenarbeit mit dem Forschungsinstitut Cyber Defence der Universität der Bundeswehr München „CODE“ gebaut und betrieben werden.
Der Bund plant die Zentrale Stelle als Forschungs- und Entwicklungsstelle mit den Aufgabenschwerpunkten digitale Forensik, Telekommunikationsüberwachung, Kryptoanalyse, Big-Data-Auswertung sowie technischen Fragen von Kriminalitätsbekämpfung, Gefahren- und Spionageabwehr. Per Ministerialerlass des
Bundesinnenministerium wurde ZITiS zum 6. April 2017 ohne parlamentarischen Beschluss gegründet. Die Gründung der Zentralen Stelle war von den Parteien Bündnis 90/Die Grünen und Die Linke im Vorfeld als „Blankoscheck auf einem verfassungsrechtlich extrem heiklen Feld“ (Konstantin von Notz, Grüne) und „undurchsichtiger und unkontrollierter Apparat“ (Martina Renner, Linke) kritisiert worden.
2018 wurde bekannt, dass die Behörde den Aufbau eines Supercomputers zur Kryptoanalyse plane. Dafür waren im Bundeshaushalt 2018 Mittel in Höhe von 3,10 Millionen Euro und im Jahr 2019 weitere 2,15 Millionen Euro vorgesehen. In Ausnahmefällen dürfen auch Landesbehörden die Rechenleistung nutzen. Zwischen 2019 und 2020 wurde der Supercomputer jedoch in 14 von 15 Fällen für Anfragen von Landesbehörden eingesetzt und nur einmal für eine Bundesbehörde.
2018 war geplant, gemeinsam mit dem Forschungsinstitut CODE der Universität der Bundeswehr München einen Quantencomputer zu erwerben, sobald diese eine stabile Marktreife erreicht haben, was zeitlich nicht absehbar ist.
Der Bundestag hat am 19. Dezember 2019 einen Antrag der Fraktion Die Linke abgelehnt, die Zentrale Stelle mit Wirkung vom 31. Januar 2020 aufzulösen.

## Personal- und Haushaltsmittel-Entwicklung
Im Dezember 2018 hatte ZITiS 62 Beschäftigte, davon 8 Personen im Bereich Leitung inkl. Leitungsstab, 26 Personen im Verwaltungsbereich sowie 28 Stellen für Fachpersonal mit Abschlüssen der MINT-Fächer. Von den 62 Beschäftigten waren 33 Beamte und 29 Tarifbeschäftigte, 36 männlich und 26 weiblich. Vier Beschäftigte waren vorher bei der Bundeswehr beschäftigt und 13 Personen beim Bundesnachrichtendienst, jedoch keiner beim Bundesamt für Verfassungsschutz oder dem Bundesamt für Sicherheit in der Informationstechnik. 34 Personen hatten erfolgreich ein Bewerbungsverfahren durchlaufen und standen zur Einstellung an.
Bis zum Jahr 2022 soll ZITiS 400 Personalstellen umfassen. Zunächst waren im Bundeshaushalt 2017 ein Personalumfang von 120 Planstellen und ein Sachmitteletat von zehn Millionen Euro geplant. Im Haushalt 2018 waren 150 Planstellen (Soll) und 29,128 Millionen Euro Sachmittel vorgesehen. Im Dezember 2020 verfügte ZITiS über 200 Mitarbeiter.
Die Zentrale Stelle bietet für die Studiengänge „Informatik“ und „Cyber-Sicherheit“ an der Universität der Bundeswehr München die Möglichkeit der Studienförderung.
Auf der eigenen Website werden die besonderen Arbeitsbedingungen in dieser Bundesanstalt betont: „ZITiS ist das Start-up unter den Behörden. Als neue, junge Organisation ist ZITiS nicht von Vorschriften und Hierarchien durchdrungen, bietet aber alle Vorzüge eines öffentlichen Arbeitgebers.“ Es wird durchgängig ein auffallend „jugendlich-dynamischer“ Umgangston verwendet: „Auf Schlips und Kragen können wir gern verzichten. Wir schätzen Flexibilität und unkompliziertes Anpacken. Was geändert werden sollte, wird im offenen Dialog auf Augenhöhe besprochen und im Rahmen des Möglichen und Sinnvollen umgesetzt.“

## Organisation
Präsident (Bundesbesoldungsordnung BesGrp B 5) ist der ehemalige Leiter der Abteilung TA des BND und ehemaliger Unterabteilungsleiter T1, Wilfried Karl. Vizepräsident (Besoldungsgruppe B 2) und Chief Technology Officer (CTO) ist seit Februar 2025 Jens Römer. Von November 2018 bis 2024 war dies Hans-Christian Witthauer, früherer Geschäftsführer der Führungsakademie der Bundesagentur für Arbeit und Leiter Personal in der Zentrale der Bundesagentur in Nürnberg. Daneben bestehen der Leitungsstab und die dem Präsidenten unterstellten fünf Geschäftsfelder:
- Digitale Forensik (Leitung: Jens Römer bis Januar 2025)
- TKÜ (Leitung: Andreas Köpf)
- Kryptoanalyse (Leitung: Axel Treßel)
- Big Data (Leitung: Harald Klinke)
- Digitale Services & Portfoliomanagement (Leitung: Alexander Keller)[21]

## ZITiS-Beirat
Im Beirat der Zentralen Stelle ist diese selbst sowie die Bedarfsträgerbehörden (BKA, BfV, BPOL) vertreten. Diese können durch die Einräumung eines Gaststatus im Beirat der Zentralen Stelle auch weitere Behörden des Bundes an den Ergebnissen der Tätigkeit der Zentralen Stelle partizipieren lassen. Gaststatus im Beirat der Zentralen Stelle haben derzeit (Stand: Dezember 2018):
- Bundesnachrichtendienst (BND)
- Bundesamt für den Militärischen Abschirmdienst (BAMAD)
- Zollkriminalamt (ZKA)
- Bundesministerium des Innern und für Heimat (BMI)

Das BMI nimmt auch als Aufsichtsbehörde teil und billigt das abgestimmte Jahresprogramm. Letzteres wird federführend von der Zentralen Stelle mit den Bedarfsträgern erstellt. Die Behörden werden im Beirat durch ihre jeweiligen Leiter (beim BMI: Abteilungsleiter CI) oder von diesen bestimmte Personen vertreten.

## Zusammenarbeit
Neben den Bedarfsträgern und den Gästen im Beirat der Zentralen Stelle unterhält die Stelle zu folgenden Forschungsinstitutionen eine etablierte Verbindung:
- Forschungsinstitut Cyber Defence (CODE) der Universität der Bundeswehr München
- Max-Planck-Institut für ausländisches und internationales Strafrecht, Freiburg im Breisgau
- Fraunhofer-Institut für Eingebettete Systeme und Kommunikationstechnik ESK, München
- Vollmitglied des Europäischen Instituts für Telekommunikationsnormen ETSI[22]

Weitere Verbindungen sollen etabliert werden.

## Kontrolle
Die Zentrale Stelle ist kein Nachrichtendienst und unterliegt daher der allgemeinen parlamentarischen Kontrolle und nicht den im Gesetz über die parlamentarische Kontrolle nachrichtendienstlicher Tätigkeit des Bundes (PKGrG) geregelten Zuständigkeiten des Parlamentarischen Kontrollgremiums (PKGr). Des Weiteren unterliegt die Zentrale Stelle der Rechts- und Fachaufsicht durch das BMI, der Kontrolle durch den Bundesrechnungshof und durch den Bundesbeauftragten für den Datenschutz und die Informationsfreiheit. Daneben besteht die gerichtliche und die öffentliche Kontrolle.